# Ordem dos Assassinos

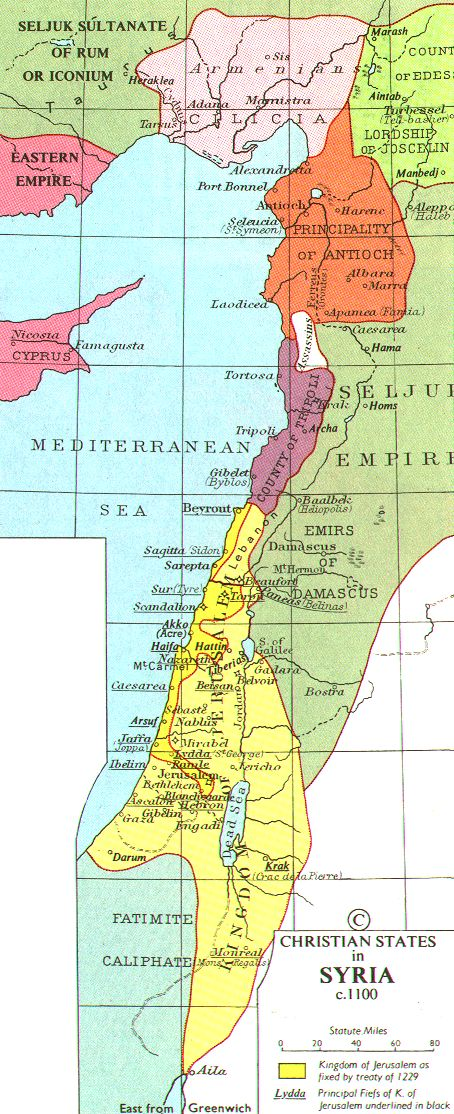
Mapa Mostrando os estados cruzados e no centro, em branco, a área de domínio dos Assassinos

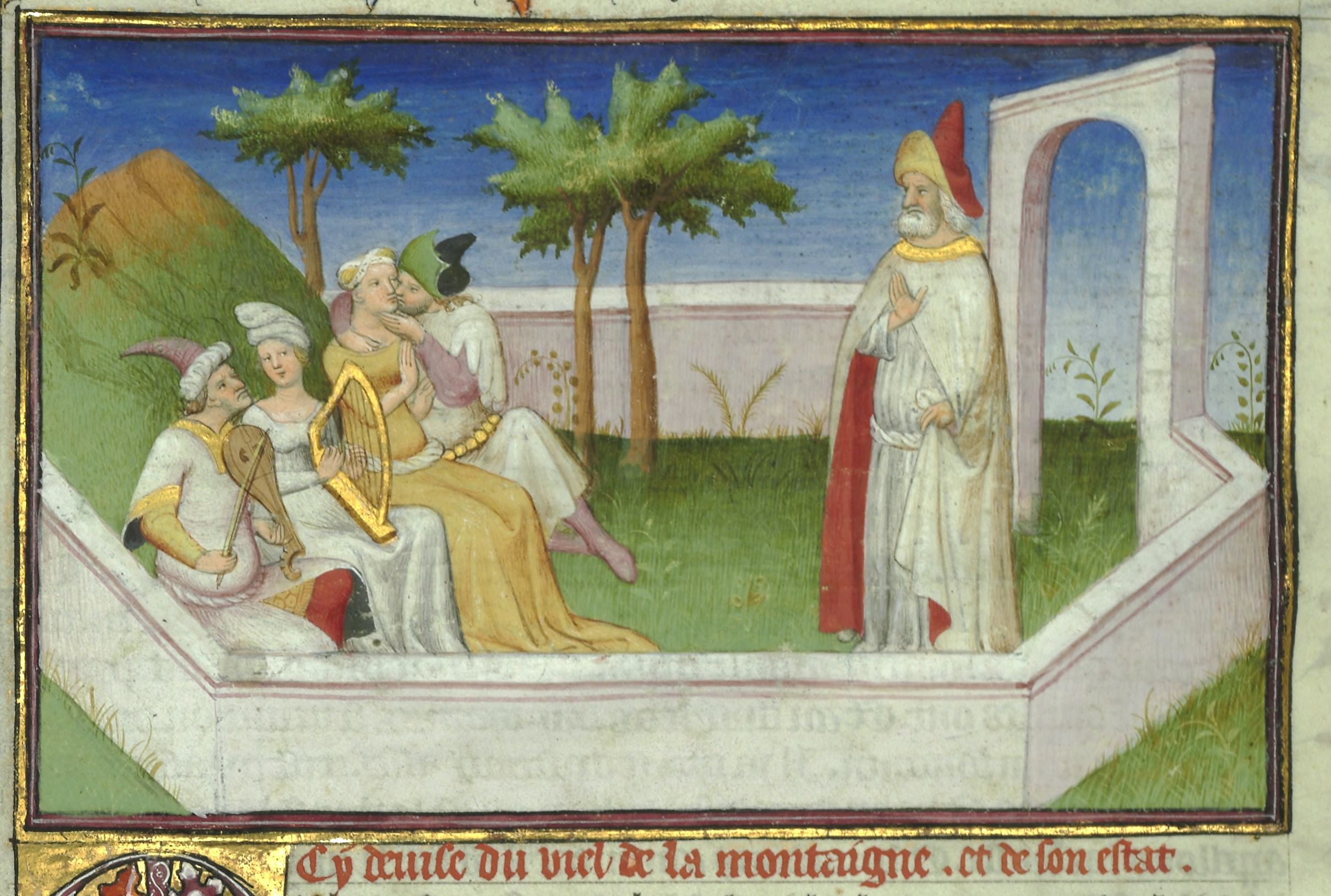
Hassan-i Sabbah, o missionário radical ismaelita e idealizador da seita dos Hashshashins, retratado em Livre des merveilles, de Marco Polo.

Ordem de Assassinos (em árabe: حشاشين; romaniz.: Ḥaxāxīn ou باطنیان; Bāteniān) foi uma seita fundada no século XI por Haçane Saba, conhecido como O Velho da Montanha. Seu fundador criou a seita com o objetivo de difundir  nova corrente do ismaelismo, que ele mesmo havia criado. Sua sede era o castelo de Alamute, no Irão.
A fama do grupo se alastrou até o mundo cristão, que ficou surpreso com a fidelidade de seus membros, mais até que com sua ferocidade. Seu líder possuía cerca de 60 mil seguidores, segundo alguns relatos da época especulavam. Para Bernard Lewis, autor de Os Assassinos, haveria um evidente paralelo entre essa seita e o comportamento extremista islâmico, assim como o ataque suicida como demonstração de fé.
O ismaelismo é uma das correntes do esoterismo islâmico, que se enquadra no islão xiita.

## Etimologia
O termo viria de "assass", ou seja, "os fundamentos" da fé islâmica. Mas muitas são as versões sobre essa nomenclatura, como nome da seita teria dado origem às palavras "assassino" e outras semelhantes em várias línguas europeias. Desde Marco Polo, que se acredita que o termo provém de "haxixe", ou que o nome da erva haxixe tem origem no ato de "haschichiyun", que significa "fumador de haxixe". Algumas fontes cristãs medievais relatam que os Assassinos teriam por hábito consumir esta substância antes de perpetrarem os seus ataques, induzindo-lhes a visão do Paraíso. Contudo, as fontes ismaelitas não fazem referência a qualquer prática deste tipo, sendo esta lenda resultado de relatos de Marco Polo e de outros viajantes europeus no Médio Oriente.
No entanto, Amin Malouf afirma que a verdade é diferente. De acordo com textos que chegaram até nós a partir de Alamute, Haçane Saba gostava de chamar seus discípulos de Asasiyun, ou seja, pessoas que são fiéis à Asas, que significa "fundação" da fé. Esta é a palavra, mal compreendida pelos viajantes estrangeiros, que parecia semelhante ao 'haxixe' ".

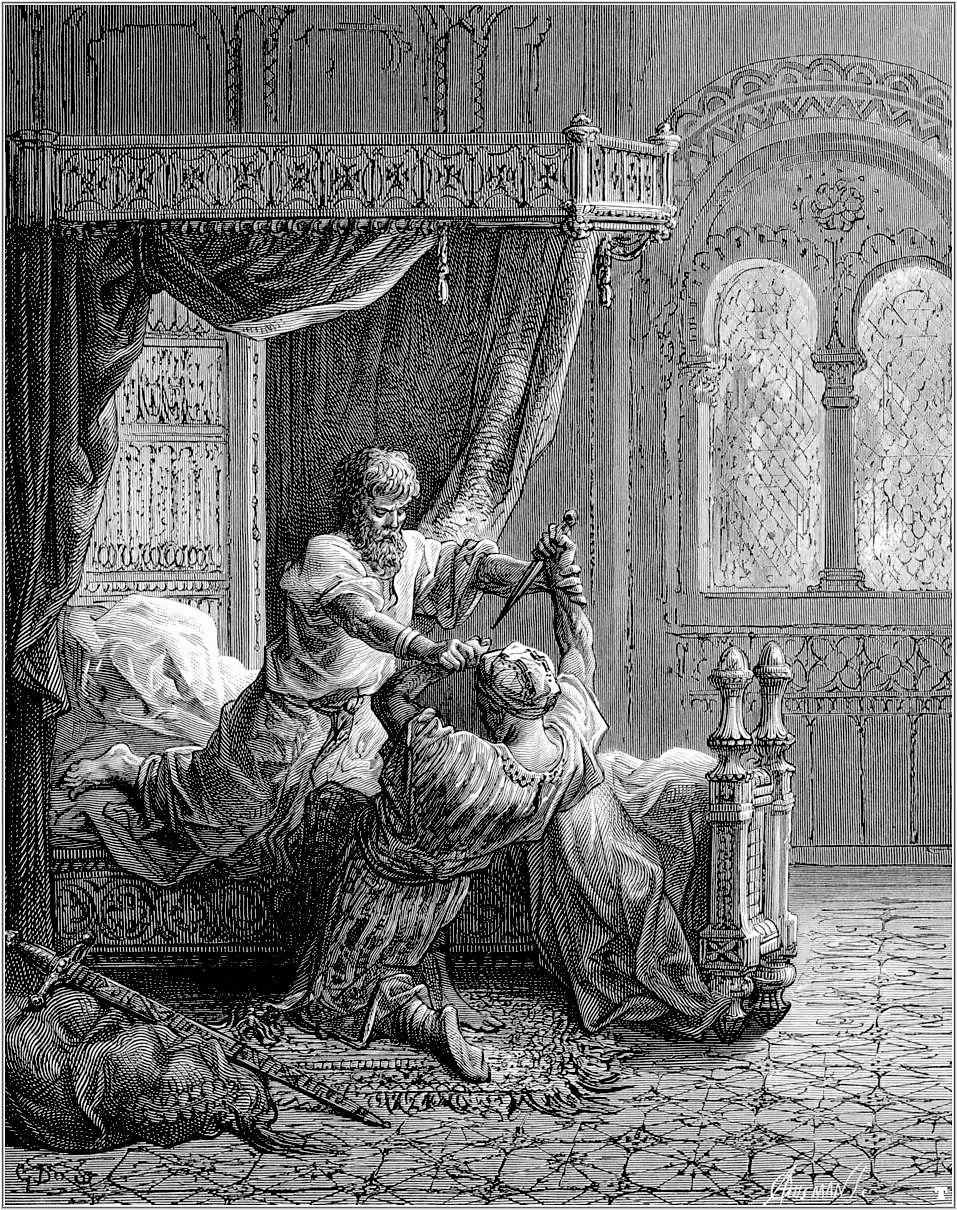
Litografia do século XIX de Gustave Dore prevê uma tentativa de assassinato ao rei Eduardo I da Inglaterra por um assassino da ordem, enviado pelo sultão Mamluck Baibars.

## O método dos Assassinos
Apesar de andarem uniformizados na fortaleza de Alamute com trajes brancos e um cordão vermelho em volta da cintura, quando recebiam uma missão, camuflavam-se. Preferiam se misturar aos mendigos das cidades da Síria, da Mesopotâmia, do Egito e Israel, para não despertarem a atenção. No meio da multidão urbana, eles levavam uma vida comum para não atrair suspeitas, até que um emissário lhes trazia a ordem para atacar. Geralmente, eles aproximavam-se da sua vítima em número de três. Se por acaso dois punhais, lâminas ocultas nas mangas ou espadas fracassasse, haveria ainda um terceiro a completar o serviço. Atuavam em qualquer lugar - nos mercados, nas ruas estreitas, dentro dos palácios e até mesmo no silêncio das mesquitas, lugar por eles escolhido em razão das vítimas estarem ali entregues à oração e com a guarda relaxada. Até o grande sultão Saladino, seu inimigo de morte, eles chegaram a assustar, deixando um punhal com um bilhete ameaçador em cima da sua alcova.
Conta a história de que Saladino em uma noite, durante o cerco e conquista à Masyaf, percebeu alguém saindo de sua tenda, ao lado da sua cama a pessoa havia deixado scones e junto um bilhete preso com um punhal envenenado, uma "assinatura" peculiar da ordem dos Assassinos. O bilhete ameaçador dizia que ele seria morto se não recuasse.

## Fim e destruição
A Ordem dos Assassinos foi aniquilada após as campanhas militares dos mongóis contra o Império Corásmio, provavelmente por terem sido despachados para assassinar o Mangu Cã, neto de Gêngis Cã. Houve dois momentos que o Império Mongol enviou hordas para montarem cerco contra as fortalezas dos assassinos, a primeira delas foi sob comando do general Quedebuga e, finalmente, a segunda foi sob comando do Hulagu Cã, irmão do cã assassinado.
Após o Castelo de Alamute ser completamente dizimado, os remanescentes membros da Ordem retornaram para tentar restabelecer a seita, porém, sem apoio recursal e político, a Ordem dos Assassinos foi extinta.

## Lista de governantes de Alamute (e Mestre da Ordem)
Dais
- Haçane Saba (r. 1090–1124)
- Quia Buzurgue Umide (r. 1124–1138)
- Maomé ibne Buzurgue Umide (r. 1138–1159)

Imames
- Alhadi (r. 1097–1136)
- Maomé I (r. 1136–1157)
- Haçane I (r. 1157–1162)
- Haçane II (r. 1162–1166)
- Maomé II (r. 1166–1210)
- Haçane III (r. 1210–1221)
- Maomé III (r. 1221–1255)
- Roquonadim (1255–1256)